# Гуруваюр
Гуруваюр (малаял. ഗുരുവായൂര്‍; англ. Guruvayur) — город в округе Триссур индийского штата Керала. Расположен в 29 км от окружного центра Триссура. В Гуруваюре находится известный храм Кришны, который является одним из важных мест паломничества в индуизме и одним из богатейших храмов Индии. Ежегодно этот храм посещают несколько миллионов паломников.

## История
История города тесно связана с историей храма Кришны и мурти Кришны Гуруваюраппаном. По преданию, родители Кришны, Деваки и Васудева, поклонялись этому мурти более 5000 лет назад. Согласно индуистской легенде, описанной в Пуранах, это божество Кришны пришло прямо с духовного мира Вайкунтхи в самом начале творения Вселенной. До Васудевы и Деваки ему поклонялись Кашьяпа и Адити, а до того — Сутапа и Пришни; им его подарил Брахма, получивший его от самого Вишну во время сотворения Вселенной.
После ухода Васудевы и Деваки Кришна перенёс божество в Двараку, а перед своим уходом передал его Уддхаве. Но, когда Кришна оставил этот мир, Дварака погрузилась на дно океана, и божество скрылось в волнах, но позднее было найдено Уддхавой. Он обратился к Брихаспати и Ваю, чтобы те помогли ему. Они извлекли божество из волн и перенесли в Южную Индию. Поскольку божество на новом месте установили Брихаспати (гуру девов) и Ваю, это место называется Гуруваюр.
Впервые Гуруваюр упоминается в тамильской поэме XIV века «Кокасандешам». В 1586 году поэт-святой Нараяна Бхаттатири вылечился от хронического ревматизма (по другой версии — от паралича), сочиняя свою поэму «Нараяниям» и декламируя её божеству Кришны в Гуруваюре в течение 100 дней. Благодаря «Нараяниям» и чудесному исцелению её автора, Гуруваюр получил широкую известность. К началу XVII века (примерно через 50 лет после написания «Нараяниям») начало появляться множество упоминаний о Гуруваюре в различных источниках.

## Достопримечательности

### Храм Кришны
Гуруваюр известен своим храмом Кришны, который является одним из важных мест паломничества для индуистов и одним из богатейших храмов Индии.
Храм Гуруваюра является центром одной из форм драматического театрального танца, Кришнанаттам, — классической формы театрального искусства, на базе которой развилась всемирно известный жанр драматического театра Катхакали. При храме существует институт Кришнаттам, руководимый и поддерживаемый храмовой администрацией. Храм Кришны в Гуруваюре также получил известность из-за литературных памятников, созданных там в эпоху позднего средневековья. Самым известным из них является санскритская поэма «Нараяниям» авторства Нараяны Бхаттатири.
Гуруваюр также является крупным центром карнатической музыки — южноиндийского жанра индийской классической музыки. В один из дней экадаши, при храме каждый год проводится музыкальный фестиваль в память легендарного певца Чембая Вайдьянатхи Бхагаватара, который был искренним преданным божества Кришны в Гуруваюре, Гуруваюраппаны.
Храмом управляет Руководящий совет Гуруваюра Девасвом, находящийся в непосредственном подчинении у правительства Кералы. Временные члены совета периодически назначаются правящей партией штата. Постоянными членами совета являются потомственные брахманы рода Ченнас Мана. По данным на 2009 год это Самутири Мана и Маллисери Мана.
Храм Кришны в Гуруваюре является основным центром индуистских свадеб в Керале. Иногда, за один день в храме проводят более 100 свадебных обрядов. Заключить брак перед Гуруваюраппаном считается очень благоприятным.
Недалеко от храма Международное общество сознания Кришны недавно открыло свой центр, гостиницу и вегетарианский ресторан, которые предназначены для посещающих город паломников.

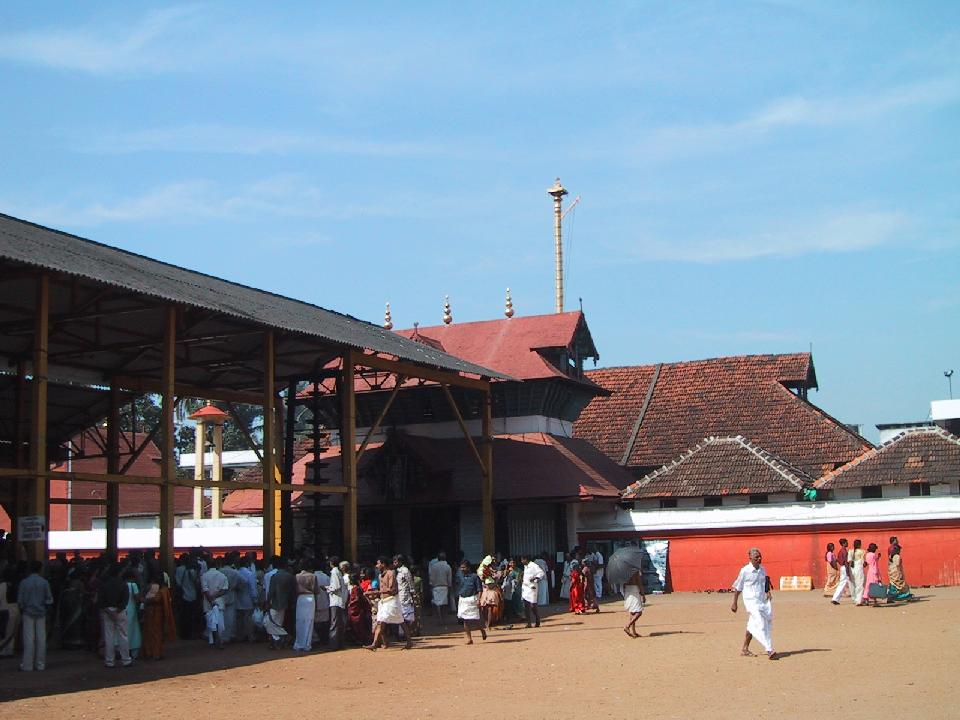
Главный вход в Храм Кришны в Гуруваюре.

### Святилище слонов «Пуннатхур-котта»
Примерно в четырёх километрах от Гуруваюра находится ферма слонов Пуннатхур-котта, которая расположена на месте древнего дворца местных раджей. На ферме содержат более шестидесяти слонов. Все они посвящены Кришне, принадлежат храму Кришны в Гуруваюре и используются в храмовых фестивалях и церемониях. Сюда привозят диких слонов, которых дарят храму богатые индусы. Один из слонов по имени Гуруваюр Кешаван, когда-то живший на ферме, стал легендарным и превратился в одного из героев местного фольклора. За слонами здесь ухаживают погонщики.

### Храм Партхасаратхи и храм Маммиюр
В нескольких минутах ходьбы от восточного входа в храм Кришны в Гуруваюре находится храм Партхасаратхи. В этом храме поклоняются божествам Кришны и его колесничего Арджуны. Согласно преданию, мурти Партхасаратхи уже более тысячи лет, — оно было найдено в 1972 году в разрушенном храме, который лежал в руинах долгое время. В 1981 году божество было установлено в новом храме. В пятисот метрах от храма Кришны в Гуруваюре находится Маммиюр-мандир, храм Шивы, а чуть дальше — храм богини Нараяни.
Главным праздником, отмечаемым в Гуруваюре, является Вришчикам-экадаши (ноябрь-декабрь). Он начинается за месяц, почти в день фестиваля Вилакку («Праздника огней»). В последние три дня, завершающие праздник, в Гуруваюре собирают тысячи людей. Процессия слонов идёт из Пуннатхура к главному храму и, когда она останавливается на пути у храма Партхасаратхи, люди кормят слонов.

## Транспорт
С автовокзала «Шактан-тампуран» (Shaktan Thampuran Bus Stand) в Триссуре каждые несколько минут отправляются автобусы в Гуруваюр. Также существует автобусное сообщение с такими городами Кералы, как Эрнакулам, Северный Паравур, Коттаям, Патханамтитта, Памба/Сабаримала, Палаккад, Кожикоде, Кодунгаллур и Тируванантапурам. Пассажирские поезда отправляются с железнодорожной станции Гуруваюра в Триссур и Кочин. Существуют ночные поезда в Тируванантапурам и оттуда в Ченнай и другие города Индии. Ближайший аэропорт — Международный аэропорт Кочин — расположен в 80 км от Гуруваюра. От Каликута до Гуруваюра на автобусе можно добраться приблизительно за 2 часа.

## Население
Согласно всеиндийской переписи 2001 года, в Гуруваюре проживало 21 187 человек, из которых мужчины составляли 46 %, женщины — 54 %. Уровень грамотности взрослого населения составлял 85 %, что значительно выше среднеиндийского уровня (59,5 %). Среди мужчин, уровень грамотности равнялся 86 %, среди женщин — 85 %. 10 % населения составляли дети до 6 лет.